# Ginsweiler
Ginsweiler là một đô thị thuộc huyện Kusel, bang Rheinland-Pfalz, phía tây nước Đức. Đô thị Ginsweiler có diện tích 3,99 km², dân số thời điểm ngày 31 tháng 12 năm 2006 là 335 người.